# Julian Onderdonk

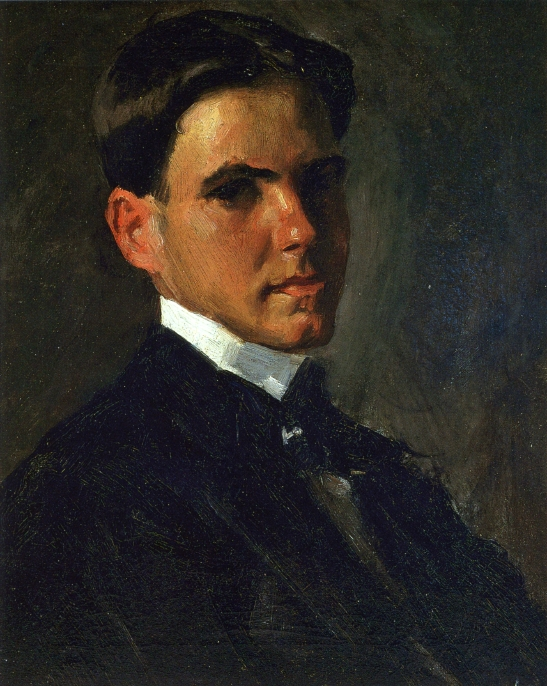
William Merritt Chase - Retrato de Julian Onderdonk (1901)

(Robert) Julian Onderdonk (30 de julio de 1882-27 de octubre de 1922) fue un pintor impresionista estadounidense, al que se ha llamado "el padre de la pintura de Texas". 

## Primeros años

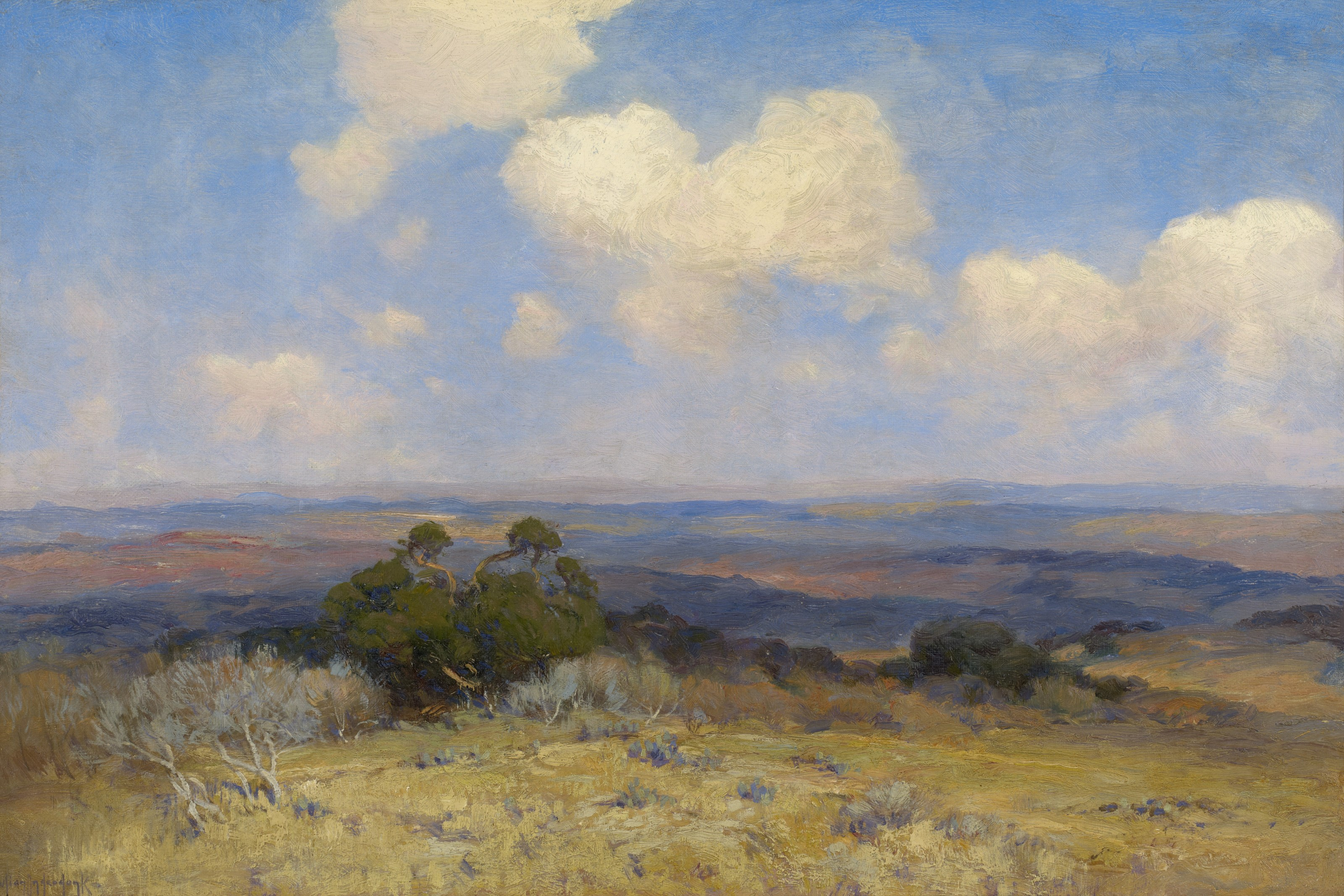
Julian Onderdonk - Sunlight and Shadow

Julian Onderdonk nació en San Antonio, Texas, hijo de Robert Jenkins Onderdonk, pintor, y Emily Gould. Era hermano de Eleanor Onderdonk, que también fue una destacada pintora, escultora y administradora de arte de Texas. Su abuelo Henry Onderdonk fue el director de la escuela Saint James en Maryland, en la cual se graduó el padre de Julian, Robert.
Se crio en el sur de Texas y desde su infancia fue un dibujante y pintor entusiasta. Cuando era adolescente, Onderdonk fue influenciado y recibió formación del destacado artista de Texas Verner Moore White, quien también vivía en San Antonio en ese momento. Asistió a la Academia Militar del Oeste de Texas, ahora TMI Episcopal, y se graduó en 1900.

## Carrera
A los 19 años, con la ayuda de un vecino generoso, Julian marchó de Texas para estudiar con el renombrado impresionista estadounidense William Merritt Chase. El padre de Julian, Robert, también había estudiado una vez con Chase. Julian pasó el verano de 1901 en Long Island en la Escuela de Arte de Verano de Shinnecock Hills de Chase. Estudió con Chase durante un par de años y luego se trasladó a la ciudad de Nueva York para intentar ganarse la vida como artista al aire libre. Mientras estaba en Nueva York conoció y se casó con Gertrude Shipman y pronto tuvieron una hija, Adrienne.
Onderdonk regresó a San Antonio en 1909, donde produjo su mejor obra. Sus temas más populares fueron los paisajes con lupinos azules de Texas. Onderdonk murió el 27 de octubre de 1922 en San Antonio. Fue enterrado en el cementerio masónico de Alamo.
El presidente George W. Bush decoró la Oficina Oval con tres pinturas de Onderdonk. El Museo de Arte de Dallas tiene varias salas dedicadas exclusivamente al trabajo de Onderdonk.
Su estudio se muestra actualmente en los terrenos del Museo Witte en Brackenridge Park en San Antonio, Texas.
Harry A. Halff y Elizabeth Halff pasaron veinte años reuniendo sus obras en un libro que publicaron llamado Julian Onderdonk: A Catalog Raisonne. El Museo de Arte de San Antonio creó una exposición para coincidir con la publicación del libro, la cual incluía 25 de las pinturas de Onderdonk, del 20 de enero al 23 de abril de 2017.

## Pinturas

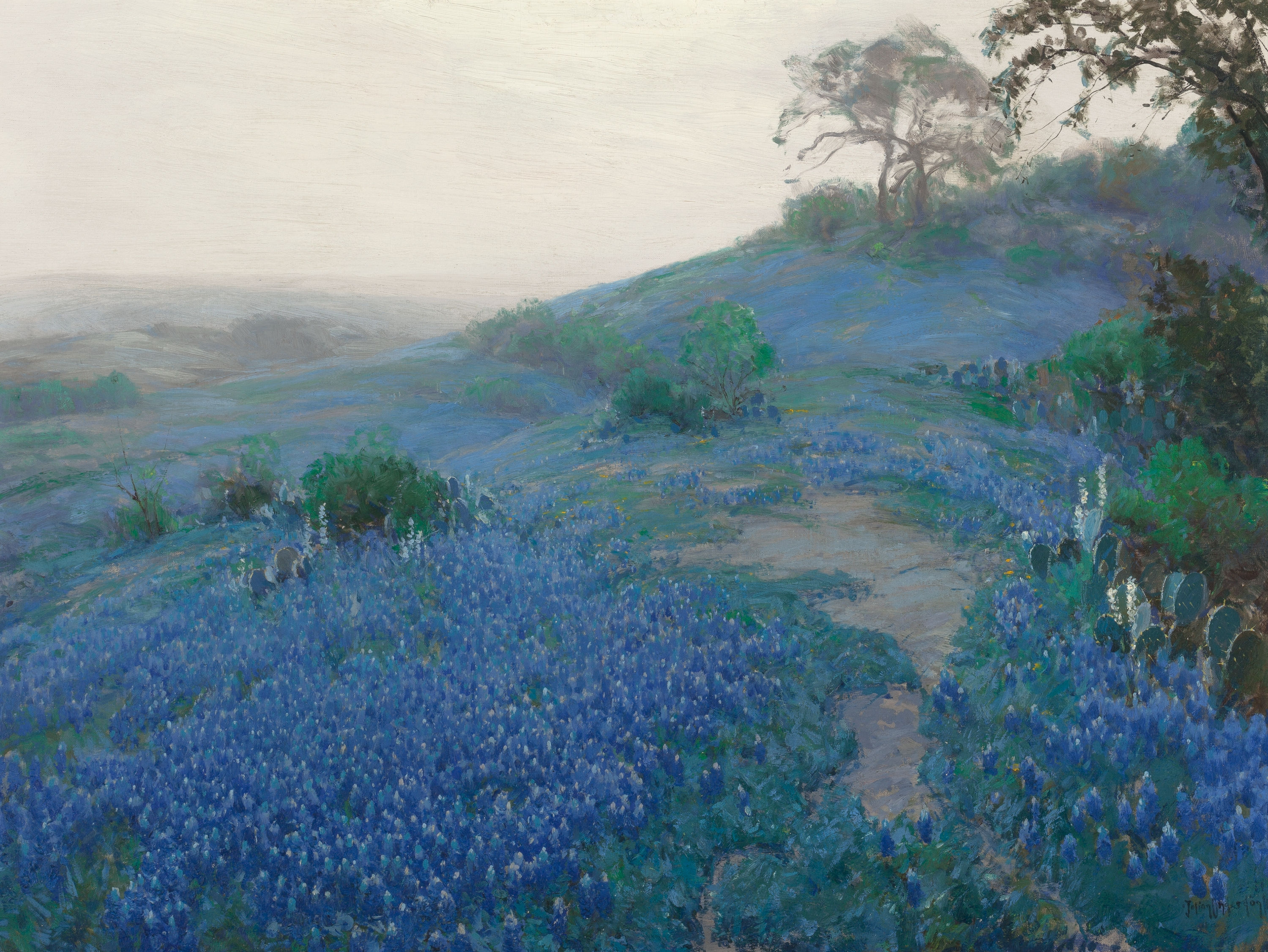
Campo Blue Bonnet, temprano en la mañana, San Antonio Texas, 1914
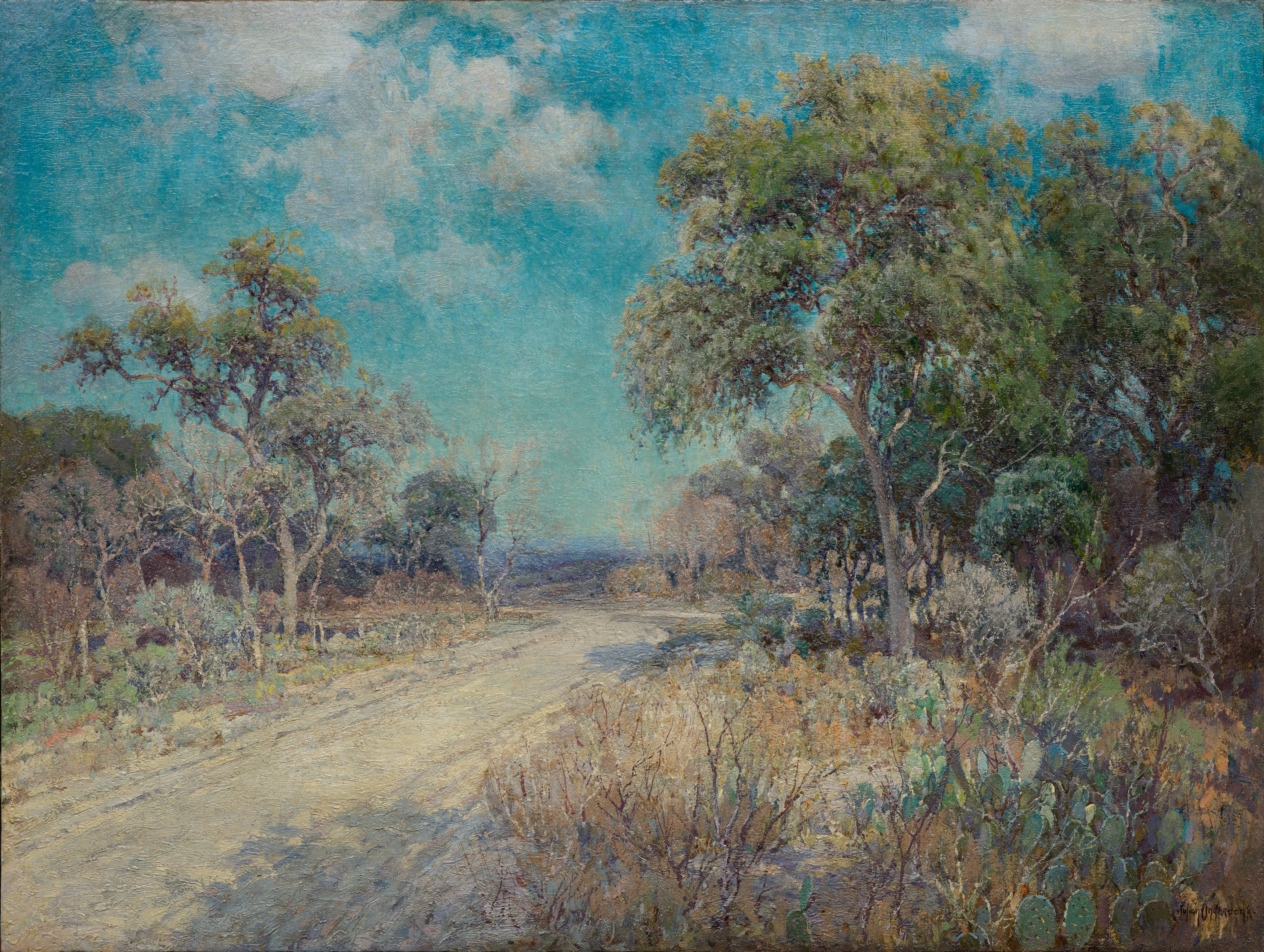
Camino a las colinas, 1918, Museo de Arte de Dallas
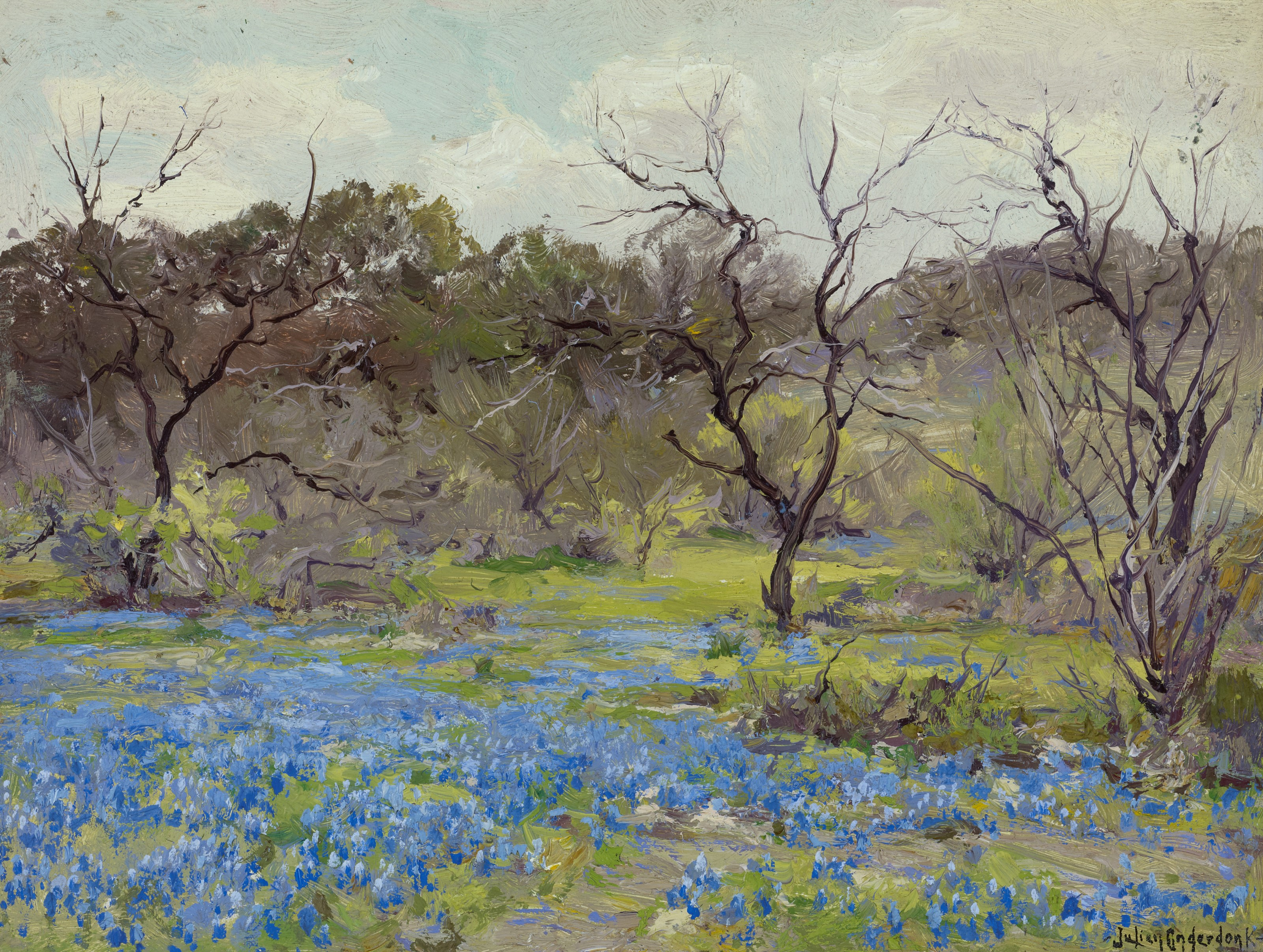
Principios de la primavera: bluebonnets y mezquite, 1919
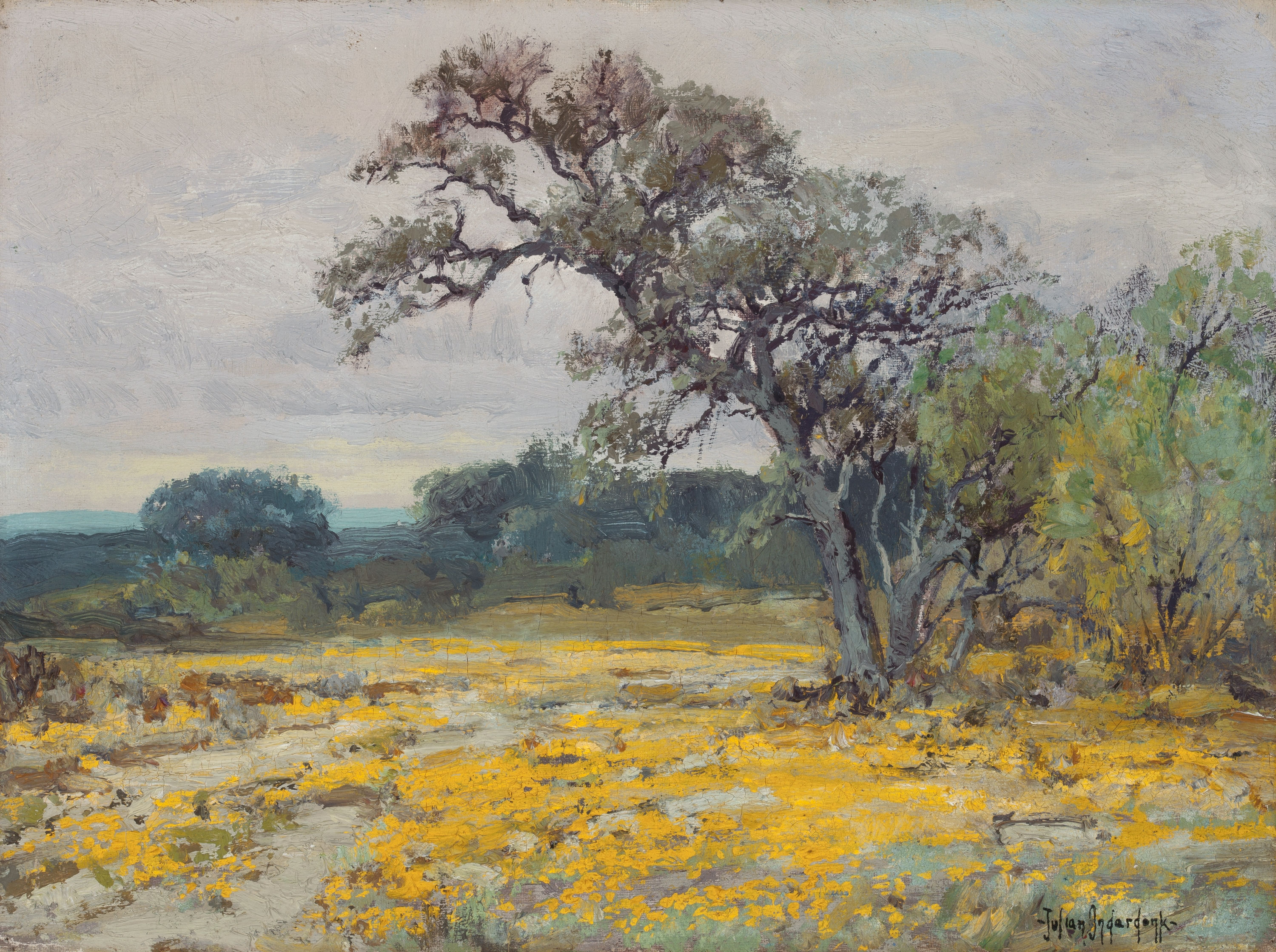
Coreopsis, cerca de San Antonio, Texas, 1919
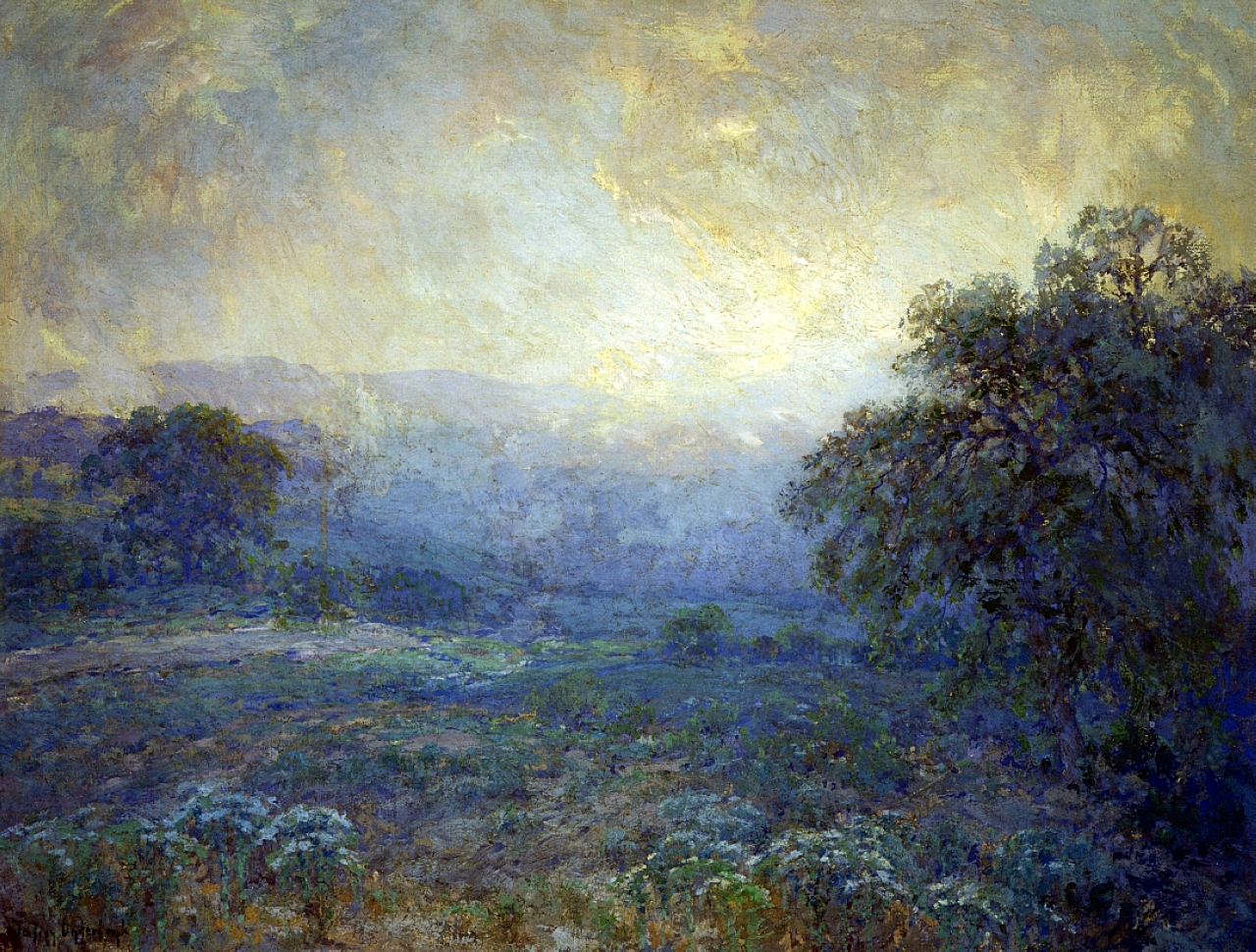
Amanecer en las colinas, 1922
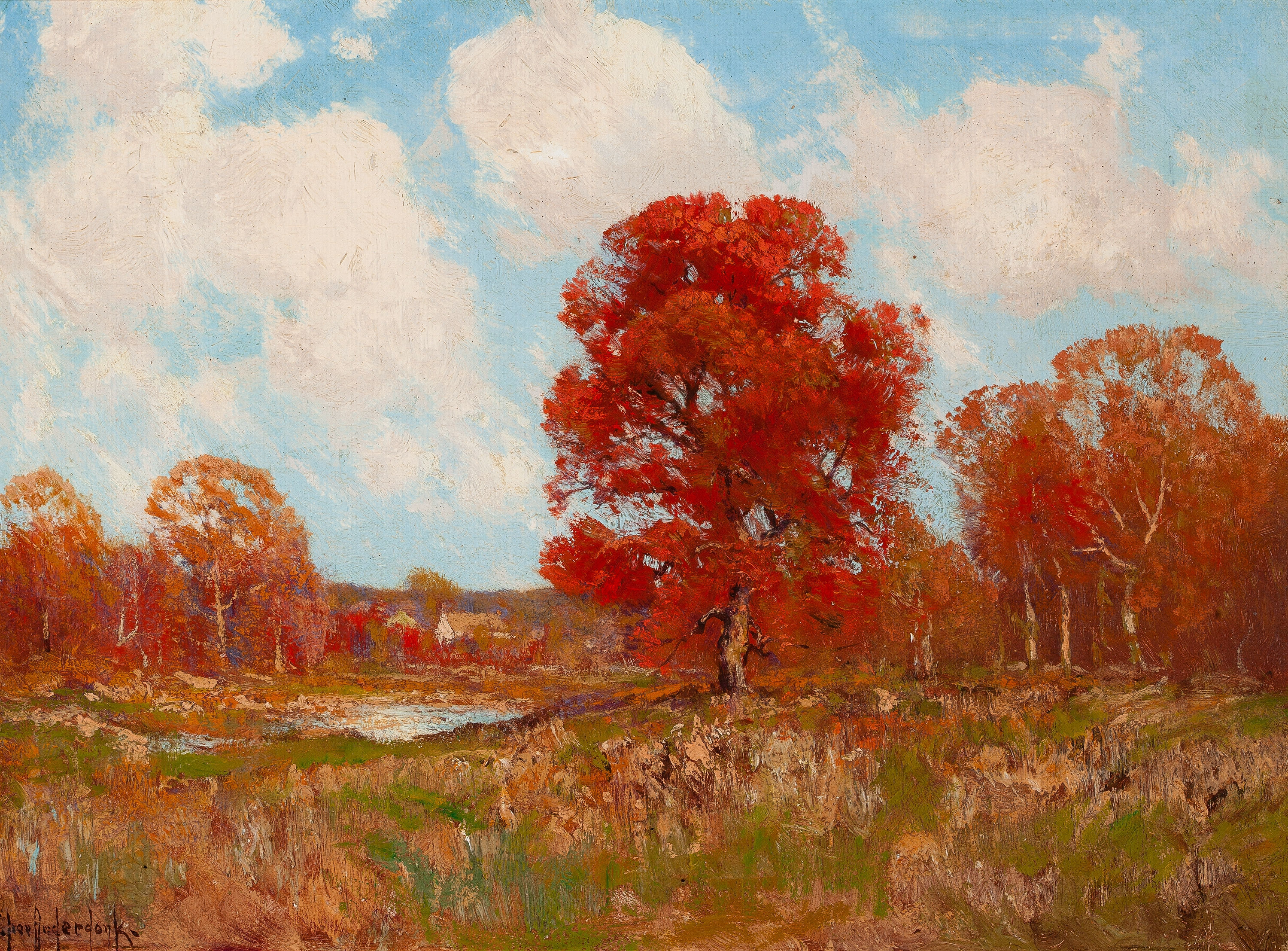
paisaje de otoño
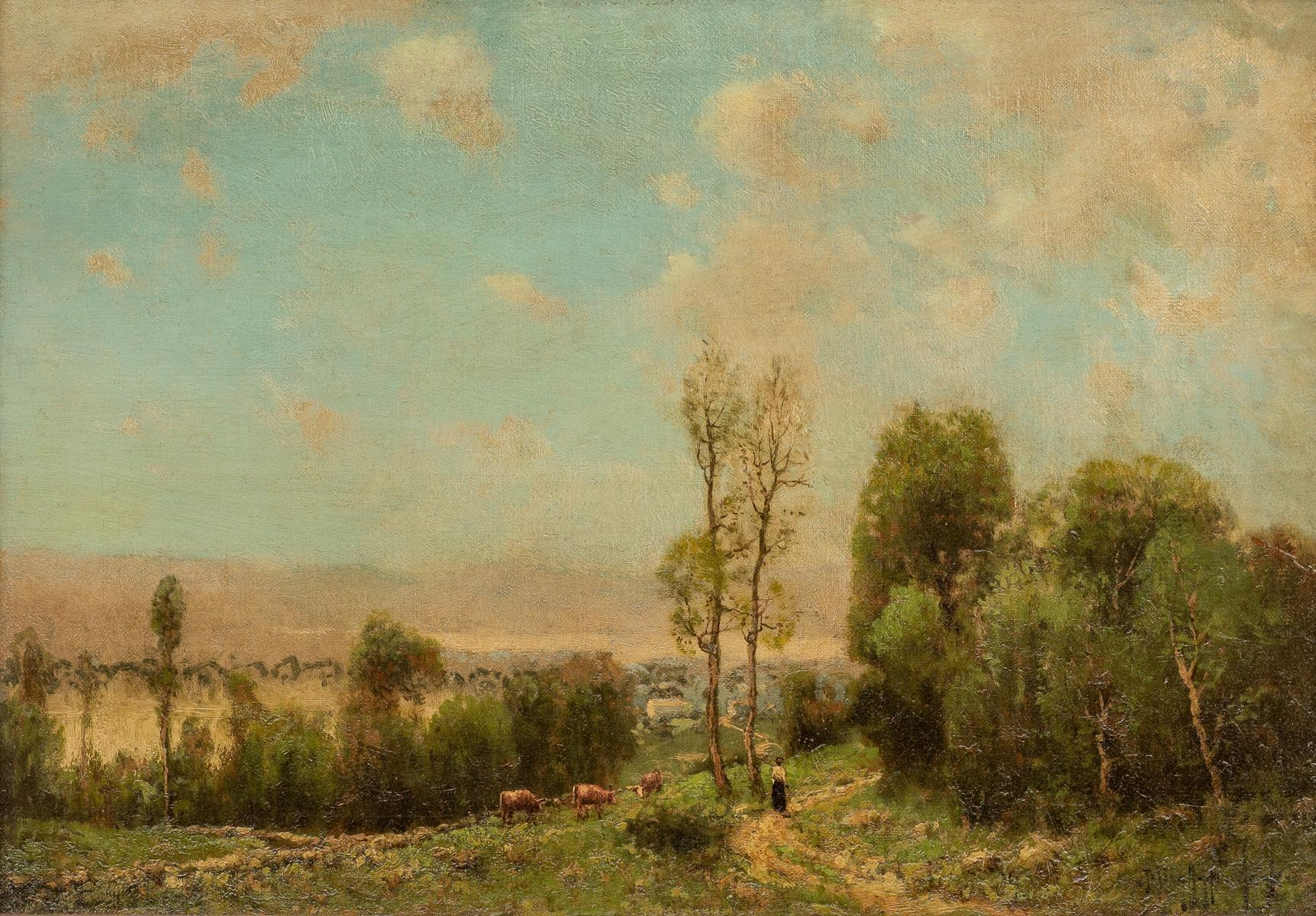
"Paisaje con figura en camino", c. 1908